# Marijan Pušnik
Marijan Pušnik, slovenski nogometni trener, * 1. november 1960, Slovenj Gradec.
Pušnik je v svoji karieri treniral Celje, Maribor, Olimpijo in Hajduk Split.

## Trenerska kariera
Pušnik je od leta 1994 vodil pet klubov v slovenski ligi, Dravograd med letoma 1994 in 1996 ter 1998 in 1999, Korotan med letoma 1996 in 1997, Celje med letoma 2000 in 2004 ter leta 2012, Maribor med letoma 2006 in 2007 ter Rudar Velenje med letoma 2007 in 2010. Skupaj je v prvi slovenski ligi vodil klube na 176-ih prvenstvenih tekmah ter dosegel 74 zmag, 43 remijev in 59 porazov. Med letoma 1997 in 1998 je vodil SAK Klagenfurt v tretji avstrijski ligi, med letoma 2004 in 2005  Pasargad Tehran v iranski ligi, kjer je leta 2010 vodil tudi S.C. Damash, v letih 2013 in 2014 je vodil klub Avispa Fukuoka v japonski drugi ligi. Junija 2015 je postal glavni trener Olimpije, klub je vodil v jesenskem delu sezone. 1. junija 2016 je bil imenovan na mesto glavnega trenerja Hajduka, 1. decembra 2016 ga je uprava kluba odstavila. 9. marca 2017 se je vrnil k Olimpiji, kjer je zamenjal Luko Elsnerja, toda že po treh tekmah in eni osvojeni točki je moral zapustiti položaj.